# Beaupuy (Haute-Garonne)
Pour les articles homonymes, voir Beaupuy.
Beaupuy est une commune française située dans le nord-est du département de la Haute-Garonne, en région Occitanie. Sur le plan historique et culturel, la commune est dans le pays toulousain, qui s’étend autour de Toulouse le long de la vallée de la Garonne, bordé à l’ouest par les coteaux du Savès, à l’est par ceux du Lauragais et au sud par ceux de la vallée de l’ Ariège et du Volvestre.
Exposée à un climat océanique altéré, elle est drainée par la Sausse et par divers autres petits cours d'eau. La commune possède un patrimoine naturel remarquable composé d'une zone naturelle d'intérêt écologique, faunistique et floristique.
Beaupuy est une commune urbaine qui compte 1 225 habitants en 2022, après avoir connu une forte hausse de la population depuis 1975. Elle appartient à l'unité urbaine de Toulouse et fait partie de l'aire d'attraction de Toulouse. Ses habitants sont appelés les Beaupéens ou  Beaupéennes.

## Géographie

### Localisation
La commune de Beaupuy se trouve dans le département de la Haute-Garonne, en région Occitanie.
Elle se situe à 10 km à vol d'oiseau de Toulouse, préfecture du département
La commune fait en outre partie du bassin de vie de Toulouse.
Les communes les plus proches sont : 
Mondouzil (1,5 km), Montrabé (2,4 km), Pin-Balma (2,8 km), Rouffiac-Tolosan (3,0 km), Lavalette (3,5 km), Castelmaurou (3,8 km), Mons (4,4 km), Saint-Marcel-Paulel (4,4 km).
Sur le plan historique et culturel, Beaupuy fait partie du pays toulousain, une ceinture de plaines fertiles entrecoupées de bosquets d'arbres, aux molles collines semées de fermes en briques roses, inéluctablement grignotée par l'urbanisme des banlieues.
Beaupuy est limitrophe de six autres communes.
Les communes limitrophes sont  Castelmaurou, Gragnague, Lavalette, Mondouzil, Montrabé et Rouffiac-Tolosan.
| Castelmaurou     | Gragnague |           |
| Rouffiac-Tolosan | Beaupuy   | Lavalette |
| Montrabé         | Mondouzil |           |

### Géologie et relief
La superficie de la commune est de 584 hectares ; son altitude varie de 152  à   221 mètres.

### Hydrographie

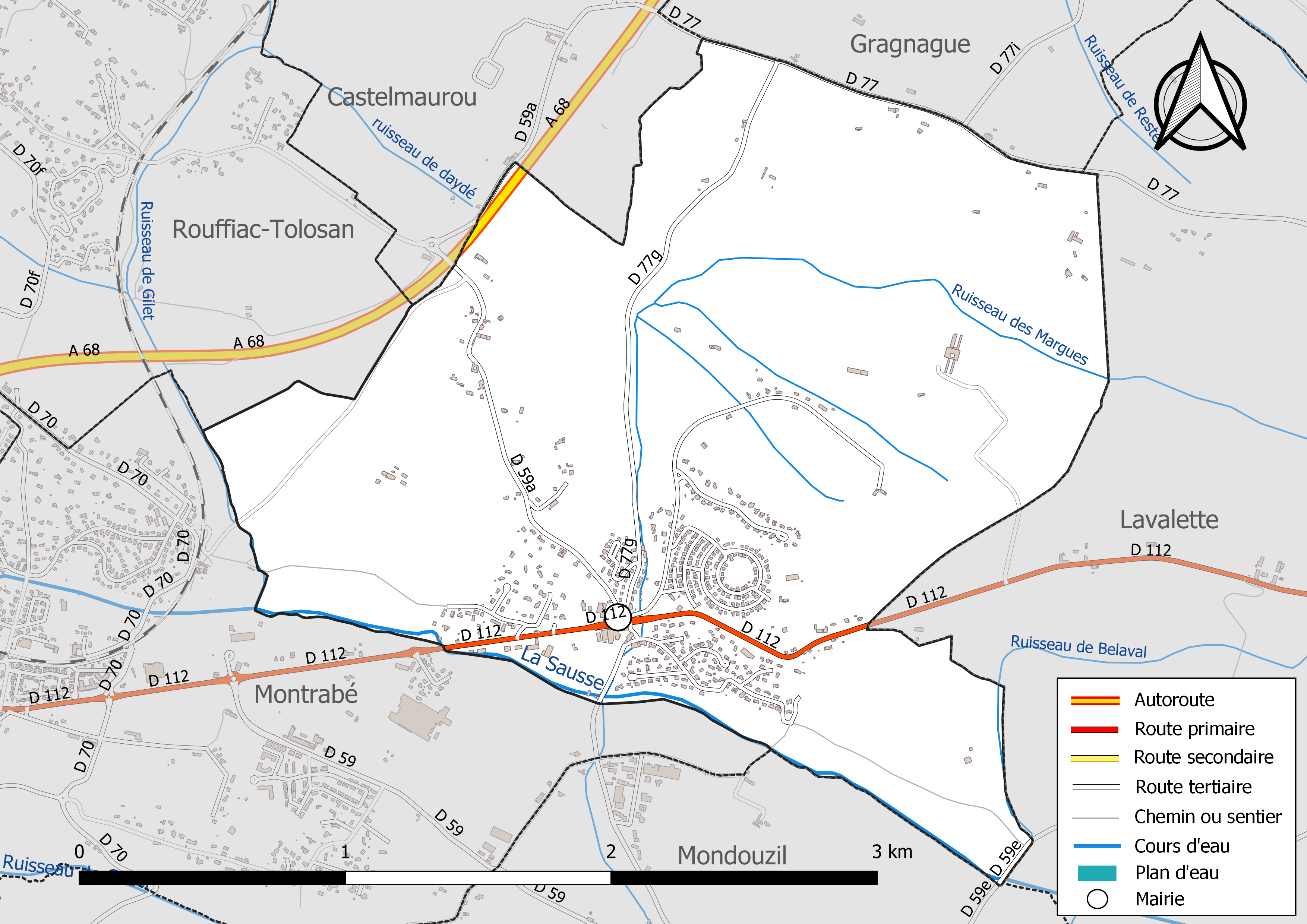
Réseaux hydrographique et routier de Beaupuy.

La commune est dans le bassin de la Garonne, au sein du bassin hydrographique Adour-Garonne. Elle est drainée par la Sausse, le ruisseau de Belaval, le ruisseau de Gilet, le ruisseau des Margues et par divers petits cours d'eau, constituant un réseau hydrographique de 9 km de longueur totale,.
La Sausse, d'une longueur totale de 22,1 km, prend sa source dans la commune de Lanta et s'écoule du sud-est vers le nord-ouest. Elle traverse la commune et se jette dans l'Hers-Mort à Toulouse, après avoir traversé 11 communes.

### Climat
Pour des articles plus généraux, voir Climat de l'Occitanie et Climat de la Haute-Garonne.
En 2010, le climat de la commune est de type climat du Bassin du Sud-Ouest, selon une étude s'appuyant sur une série de données couvrant la période 1971-2000. En 2020, Météo-France publie une typologie des climats de la France métropolitaine dans laquelle la commune est exposée à un climat océanique altéré et est dans la région climatique Aquitaine, Gascogne, caractérisée par une pluviométrie abondante au printemps, modérée en automne, un faible ensoleillement au printemps, un été chaud (19,5 °C), des vents faibles, des brouillards fréquents en automne et en hiver et des orages fréquents en été (15 à 20 jours).
Pour la période 1971-2000, la température annuelle moyenne est de 13,4 °C, avec une amplitude thermique annuelle de 15,7 °C. Le cumul annuel moyen de précipitations est de 732 mm, avec 8,8 jours de précipitations en janvier et 5,2 jours en juillet. Pour la période 1991-2020, la température moyenne annuelle observée sur la station météorologique la plus proche, située sur la commune de Blagnac à 13 km à vol d'oiseau, est de 14,2 °C et le cumul annuel moyen de précipitations est de 627,0 mm,. Pour l'avenir, les paramètres climatiques de la commune estimés pour 2050 selon différents scénarios d’émission de gaz à effet de serre sont consultables sur un site dédié publié par Météo-France en novembre 2022.

### Milieux naturels et biodiversité

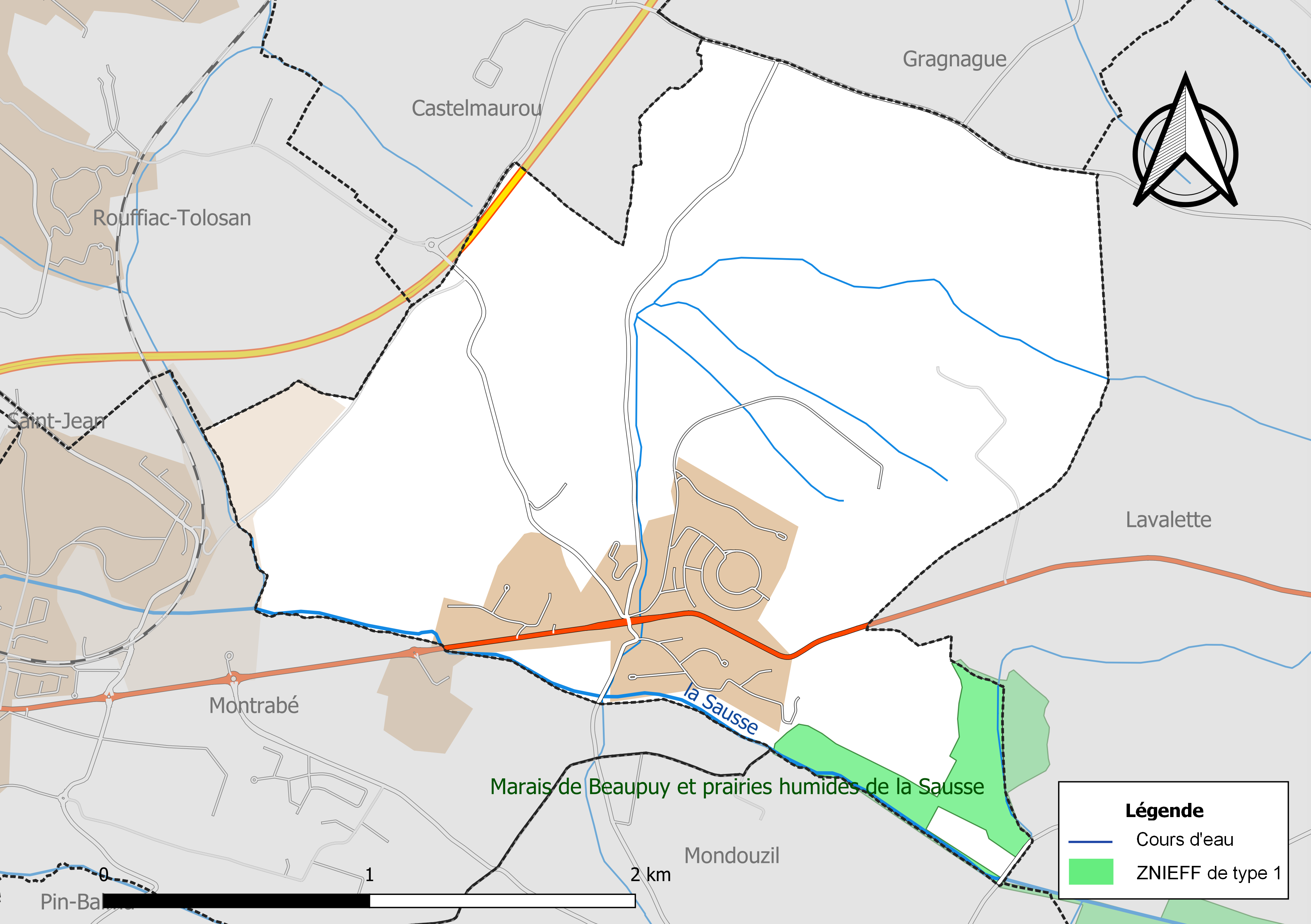
Carte de la ZNIEFF de type 1 localisée sur la commune.

L’inventaire des zones naturelles d'intérêt écologique, faunistique et floristique (ZNIEFF) a pour objectif de réaliser une couverture des zones les plus intéressantes sur le plan écologique, essentiellement dans la perspective d’améliorer la connaissance du patrimoine naturel national et de fournir aux différents décideurs un outil d’aide à la prise en compte de l’environnement dans l’aménagement du territoire.
Une ZNIEFF de type 1 est recensée sur la commune :
le « marais de Beaupuy et prairies humides de la Sausse » (45 ha), couvrant 3 communes du département.

## Urbanisme

### Typologie
Au 1er janvier 2024, Beaupuy est catégorisée ceinture urbaine, selon la nouvelle grille communale de densité à sept niveaux définie par l'Insee en 2022.
Elle appartient à l'unité urbaine de Toulouse, une agglomération inter-départementale regroupant 81  communes, dont elle est une commune de la banlieue,,. Par ailleurs la commune fait partie de l'aire d'attraction de Toulouse, dont elle est une commune de la couronne,. Cette aire, qui regroupe 527 communes, est catégorisée dans les aires de 700 000 habitants ou plus (hors Paris),.

### Occupation des sols
L'occupation des sols de la commune, telle qu'elle ressort de la base de données européenne d’occupation biophysique des sols Corine Land Cover (CLC), est marquée par l'importance des territoires agricoles (79 % en 2018), en diminution par rapport à 1990 (84,4 %). La répartition détaillée en 2018 est la suivante : 
terres arables (76,8 %), zones urbanisées (11,5 %), forêts (6,9 %), espaces verts artificialisés, non agricoles (2,5 %), zones agricoles hétérogènes (2,2 %). L'évolution de l’occupation des sols de la commune et de ses infrastructures peut être observée sur les différentes représentations cartographiques du territoire : la carte de Cassini (XVIIIe siècle), la carte d'état-major (1820-1866) et les cartes ou photos aériennes de l'IGN pour la période actuelle (1950 à aujourd'hui).

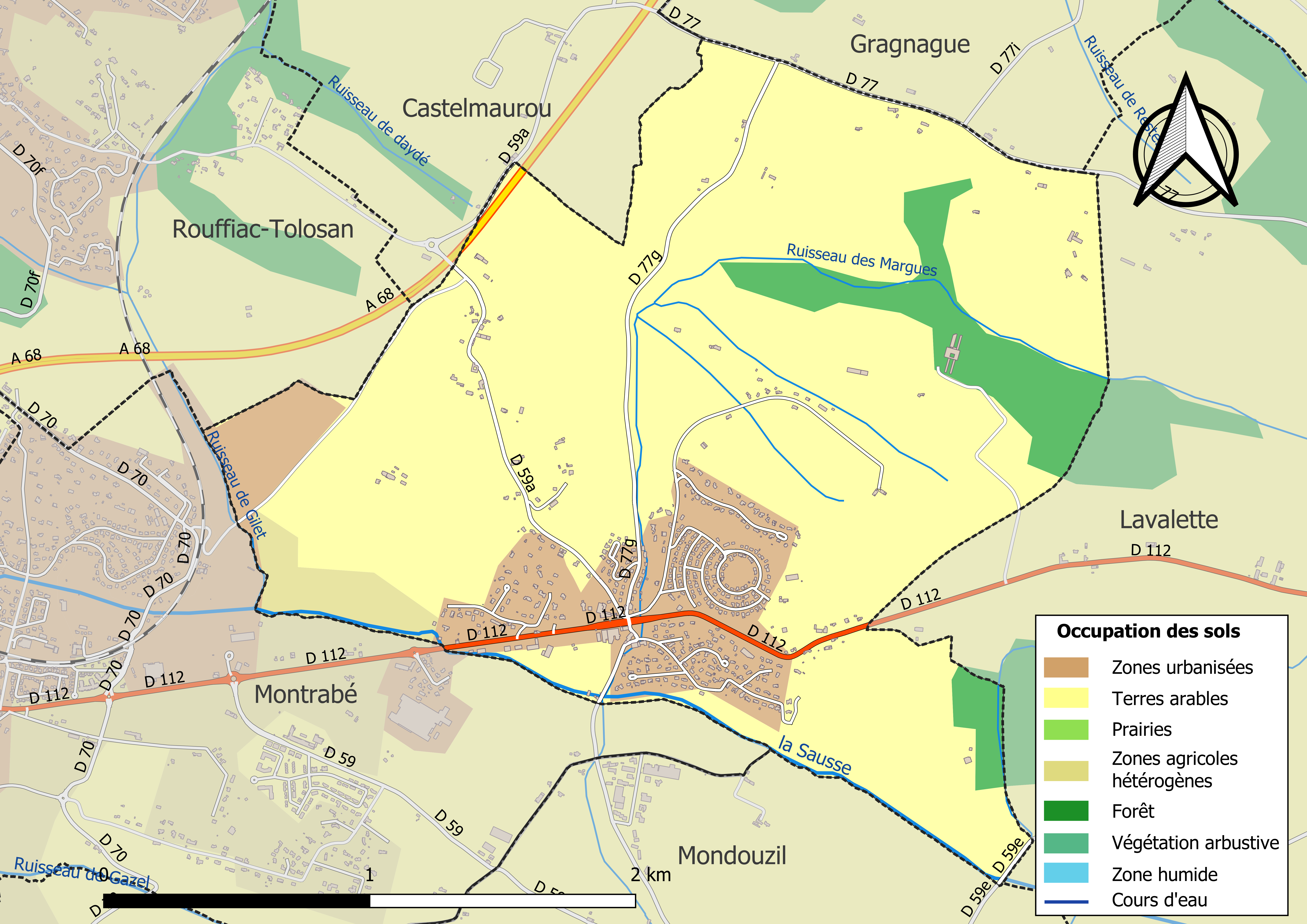
Carte des infrastructures et de l'occupation des sols de la commune en 2018 (CLC).

### Voies de communication et transports
La commune est desservie par la ligne 20 du réseau Tisséo, qui permet de rejoindre le métro Balma - Gramont depuis la mairie de Beaupuy. La ligne 376 du réseau Arc-en-Ciel, reliant le métro Balma - Gramont à Verfeil, dessert également la commune.

### Risques majeurs
Le territoire de la commune de Beaupuy est vulnérable à différents aléas naturels : météorologiques (tempête, orage, neige, grand froid, canicule ou sécheresse), inondations et séisme (sismicité très faible). Un site publié par le BRGM permet d'évaluer simplement et rapidement les risques d'un bien localisé soit par son adresse soit par le numéro de sa parcelle.
Certaines parties du territoire communal sont susceptibles d’être affectées par le risque d’inondation par débordement de cours d'eau, notamment la Sausse. La commune a été reconnue en état de catastrophe naturelle au titre des dommages causés par les inondations et coulées de boue survenues en 1982, 1988, 1992, 1993, 1999 et 2009,.

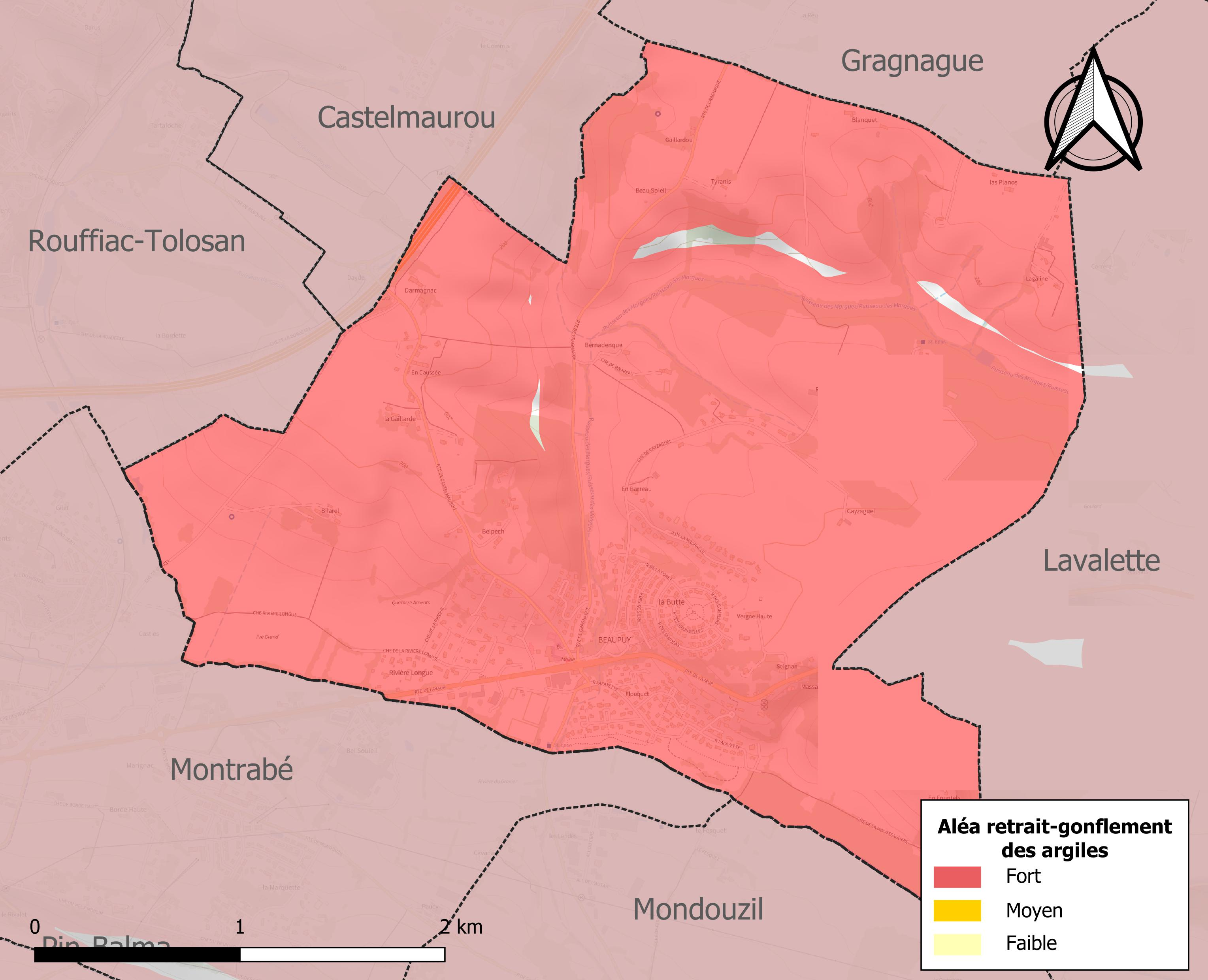
Carte des zones d'aléa retrait-gonflement des sols argileux de Beaupuy.

Le retrait-gonflement des sols argileux est susceptible d'engendrer des dommages importants aux bâtiments en cas d’alternance de périodes de sécheresse et de pluie. 99,2 % de la superficie communale est en aléa moyen ou fort (88,8 % au niveau départemental et 48,5 % au niveau national). Sur les 450 bâtiments dénombrés sur la commune en 2019, 450 sont en aléa moyen ou fort, soit 100 %, à comparer aux 98 % au niveau départemental et 54 % au niveau national. Une cartographie de l'exposition du territoire national au retrait gonflement des sols argileux est disponible sur le site du BRGM,.
Par ailleurs, afin de mieux appréhender le risque d’affaissement de terrain, l'inventaire national des cavités souterraines permet de localiser celles situées sur la commune.
Concernant les mouvements de terrains, la commune a été reconnue en état de catastrophe naturelle au titre des dommages causés par la sécheresse en 1989, 1991, 1998, 2003, 2011 et 2019 et par des mouvements de terrain en 1999.

## Toponymie
Le nom de Beaupuy est d’origine celtique et vient de "Belpech" (en occitan: “Bel Puech” = belle colline)

## Histoire
Mentionné au XIIIe siècle comme limite du territoire de Toulouse.

### Héraldique
| Blason de Beaupuy | Blason  | D'azur à la bande partie de sable et d'or, accompagnée d'un moulin à vent d'or, essoré de gueules en chef et d'une croix cléchée, pommetée de douze pièces d'or, remplie de gueules en pointe. |
| Blason de Beaupuy | Détails | Le blason historique de d'Hozier était D'argent à une lettre B capitale d'azur. Sur site Internet de la commune, 2011.                                                                         |

## Politique et administration

### Administration municipale
Le nombre d'habitants au recensement de 2017 étant compris entre 500 habitants et 1 499 habitants, le nombre de membres du conseil municipal pour l'élection de 2020 est de quinze,.

### Rattachements administratifs et électoraux
Commune faisant partie de la troisième circonscription de la Haute-Garonne de Toulouse Métropole et du canton de Toulouse-10 (avant le redécoupage départemental de 2014, Beaupuy faisait partie de l'ex-canton de Toulouse-8).

### Liste des maires
| Période                                  | Période  | Identité        | Étiquette | Qualité  |
| ---------------------------------------- | -------- | --------------- | --------- | -------- |
| Les données manquantes sont à compléter. |          |                 |           |          |
| 1959                                     | 1983     | Jean David      |           |          |
| mars 1983                                | mai 2020 | Maurice Grenier | DVG       | Retraité |
| mai 2020                                 | En cours | Marc Fernandez  | DVG       |          |

## Démographie
L'évolution du nombre d'habitants est connue à travers les recensements de la population effectués dans la commune depuis 1793. Pour les communes de moins de 10 000 habitants, une enquête de recensement portant sur toute la population est réalisée tous les cinq ans, les populations de référence des années intermédiaires étant quant à elles estimées par interpolation ou extrapolation. Pour la commune, le premier recensement exhaustif entrant dans le cadre du nouveau dispositif a été réalisé en 2006.

En 2022, la commune comptait 1 225 habitants, en évolution de −8,38 % par rapport à 2016 (Haute-Garonne : +8,02 %, France hors Mayotte : +2,11 %).
| 1793 | 1800 | 1806 | 1821 | 1831 | 1836 | 1841 | 1846 | 1851 |
| ---- | ---- | ---- | ---- | ---- | ---- | ---- | ---- | ---- |
| 186  | 209  | 225  | 237  | 229  | 213  | 247  | 244  | 226  |

| 1856 | 1861 | 1866 | 1872 | 1876 | 1881 | 1886 | 1891 | 1896 |
| ---- | ---- | ---- | ---- | ---- | ---- | ---- | ---- | ---- |
| 226  | 221  | 231  | 194  | 189  | 186  | 188  | 199  | 200  |

| 1901 | 1906 | 1911 | 1921 | 1926 | 1931 | 1936 | 1946 | 1954 |
| ---- | ---- | ---- | ---- | ---- | ---- | ---- | ---- | ---- |
| 204  | 175  | 200  | 182  | 198  | 200  | 186  | 178  | 164  |

| 1962 | 1968 | 1975 | 1982 | 1990  | 1999  | 2006  | 2011  | 2016  |
| ---- | ---- | ---- | ---- | ----- | ----- | ----- | ----- | ----- |
| 207  | 196  | 239  | 727  | 1 039 | 1 095 | 1 296 | 1 263 | 1 337 |

| 2021  | 2022  | - | - | - | - | - | - | - |
| ----- | ----- | - | - | - | - | - | - | - |
| 1 263 | 1 225 | - | - | - | - | - | - | - |

| selon la population municipale des années : | 1968 | 1975 | 1982 | 1990 | 1999 | 2006 | 2009 | 2013 |
| Rang de la commune dans le département      | 357  | 304  | 130  | 115  | 128  | 129  | 133  | 141  |
| Nombre de communes du département           | 592  | 582  | 586  | 588  | 588  | 588  | 589  | 589  |

## Économie

### Revenus
En 2018  (données Insee publiées en septembre 2021), la commune compte 441 ménages fiscaux, regroupant 1 193 personnes. La médiane du revenu disponible par unité de consommation est de 27 820 € (23 140 € dans le département).

### Emploi
|                | 2008  | 2013  | 2018  |
| -------------- | ----- | ----- | ----- |
| Commune        | 7,8 % | 6,1 % | 7,4 % |
| Département    | 7,7 % | 9,6 % | 9,3 % |
| France entière | 8,3 % | 10 %  | 10 %  |

En 2018, la population âgée de 15 à 64 ans s'élève à 885 personnes, parmi lesquelles on compte 68,5 % d'actifs (61,2 % ayant un emploi et 7,4 % de chômeurs) et 31,5 % d'inactifs,. En  2018, le taux de chômage communal (au sens du recensement) des 15-64 ans est inférieur à celui de la France et département, alors qu'en 2008 il était supérieur à celui du département et inférieur à celui de la France.
La commune fait partie de la couronne de l'aire d'attraction de Toulouse, du fait qu'au moins 15 % des actifs travaillent dans le pôle,. Elle compte 345 emplois en 2018, contre 322 en 2013 et 321 en 2008. Le nombre d'actifs ayant un emploi résidant dans la commune est de 551, soit un indicateur de concentration d'emploi de 62,6 % et un taux d'activité parmi les 15 ans ou plus de 53,8 %.
Sur ces 551 actifs de 15 ans ou plus ayant un emploi, 93 travaillent dans la commune, soit 17 % des habitants. Pour se rendre au travail, 82,9 % des habitants utilisent un véhicule personnel ou de fonction à quatre roues, 10,5 % les transports en commun, 3,2 % s'y rendent en deux-roues, à vélo ou à pied et 3,3 % n'ont pas besoin de transport (travail au domicile).

### Activités hors agriculture

#### Secteurs d'activités
109 établissements sont implantés  à Beaupuy au 31 décembre 2019. Le tableau ci-dessous en détaille le nombre par secteur d'activité et compare les ratios avec ceux du département,.
| Secteur d'activité                                                                                        | Commune | Commune | Département |
| Secteur d'activité                                                                                        | Nombre  | %       | %           |
| --- | ------- | ------- | ----------- |
| Ensemble                                                                                                  | 109     | 100 %   | (100 %)     |
| Industrie manufacturière, industries extractives et autres                                                | 8       | 7,3 %   | (5,7 %)     |
| Construction                                                                                              | 15      | 13,8 %  | (12 %)      |
| Commerce de gros et de détail, transports, hébergement et restauration                                    | 28      | 25,7 %  | (25,9 %)    |
| Information et communication                                                                              | 3       | 2,8 %   | (4,1 %)     |
| Activités financières et d'assurance                                                                      | 5       | 4,6 %   | (3,8 %)     |
| Activités immobilières                                                                                    | 6       | 5,5 %   | (4,2 %)     |
| Activités spécialisées, scientifiques et techniques et activités de services administratifs et de soutien | 19      | 17,4 %  | (19,8 %)    |
| Administration publique, enseignement, santé humaine et action sociale                                    | 17      | 15,6 %  | (16,6 %)    |
| Autres activités de services                                                                              | 8       | 7,3 %   | (7,9 %)     |

Le secteur du commerce de gros et de détail, des transports, de l'hébergement et de la restauration est prépondérant sur la commune puisqu'il représente 25,7 % du nombre total d'établissements de la commune (28 sur les 109 entreprises implantées  à Beaupuy), contre 25,9 % au niveau départemental.

#### Entreprises et commerces
Les cinq entreprises ayant leur siège social sur le territoire communal qui génèrent le plus de chiffre d'affaires en 2020 sont : 
- Clinique De Beaupuy, activités hospitalières (5 767 k€)
- JMS Renovation, travaux de plâtrerie (334 k€)
- Carrosserie Lestrade, entretien et réparation de véhicules automobiles légers (205 k€)
- Askatu, activités des sociétés holding (197 k€)
- SARL Prestig'motors, commerce de voitures et de véhicules automobiles légers (188 k€)

### Agriculture
|               | 1988 | 2000 | 2010 | 2020 |
| ------------- | ---- | ---- | ---- | ---- |
| Exploitations | 12   | 9    | 5    | 5    |
| SAU (ha)      | 421  | 446  | 54   | 29   |

La commune est dans le Lauragais, une petite région agricole occupant le nord-est du département de la Haute-Garonne, dont les coteaux portent des grandes cultures en sec avec une dominante blé dur et tournesol. En 2020, l'orientation technico-économique de l'agriculture  sur la commune est la culture de céréales et/ou d'oléoprotéagineuses. Cinq exploitations agricoles ayant leur siège dans la commune sont dénombrées lors du recensement agricole de 2020 (12 en 1988). La superficie agricole utilisée est de 29 ha,,.

## Vie pratique

### Enseignement
Beaupuy fait partie de l'académie de Toulouse.

### Écologie et recyclage
La collecte et le traitement des déchets des ménages et des déchets assimilés ainsi que la protection et la mise en valeur de l'environnement se font dans le cadre de la Toulouse Métropole et de l'agence de l'environnement et de la maîtrise de l'énergie.

## Culture locale et patrimoine

### Lieux et monuments
- Le hameau du Colombier est le plus vieux hameau du village. Découpé en différents morceaux depuis plusieurs décennies, ce hameau regroupait de nombreux corps de métiers.
- Les plus vieilles maisons du village sont situées au 4 ainsi qu'au 6, route de Mondouzil. Construites, d'après les dires, en 1807, elles sont nommées simplement « Le Colombier ».
- Église Saint-Martial.

## Pour approfondir